# 37-ма піхотна дивізія (США)
37-ма піхотна дивізія (США) (англ. 37th Infantry Division (United States) — військове з'єднання, піхотна дивізія армії США. Дивізія брала участь у бойових діях Першої та Другої світових воєн.

## Історія з'єднання
З'єднання веде свою історію від формування в 1913 році 16-ї дивізії Національної гвардії штатів Огайо та Західної Вірджинії. 18 липня 1917 року був розгорнутий штаб 37-ї дивізії як дивізія Національної гвардії штату Огайо, але вже федерального підпорядкування. У червні 1918 року дивізію відправлено за кордон, вона билася на Західному фронті у Мез-Аргонській та Іпрсько-Лиській наступальних операціях. Після завершення війни розформовано.
За всю Першу світову війну дивізія зазнала 5 387 втрат: 794 загиблими і 4 593 пораненими.
31 травня 1923 року 37-му дивізію реорганізовано та визнано як частину Національної гвардії штату Огайо, де в Колумбусі був створений штаб 37-ї дивізії. 15 жовтня 1940 року в Колумбусі передана у федеральне підпорядкування.
У червні 1942 року підрозділи 37-ї піхотної дивізії прибули на острови Фіджі для посилення оборони островів від можливого вторгнення. Дивізія продовжила навчання на островах. Після закінчення наземних боїв на Гуадалканалі дивізія передислокувалася на цей острів у квітні 1943 року, продовжила підготовку і підготувалася до кампанії «Мунда». Два батальйони приєдналися до морської піхоти на Новій Джорджії 5 липня 1943 року, а решта дивізії висадилася 22 липня і допомогла 43-ій піхотній дивізії захопити аеродром Мунда у важких боях. Після зачистки Нової Джорджії дивізія повернулася на Гуадалканал 9 вересня 1943 року для відпочинку та відновлення боєздатності.
Наступним призначенням дивізії став Бугенвіль, де з'єднання діяло у складі I експедиційного корпусу морської піхоти. 8-19 листопада 1943 року, замінивши підрозділи морської піхоти, що билися на цьому острові, 37-ма дивізія перебрала на себе оборону по периметру місцевості, будувала дороги і мости та проводила активну патрульну діяльність. У березні 1944 року дві японські дивізії здійснили вісім великих атак, але оборонні рубежі дивізії встояли. У квітні патрулі очистили район долини Ларума від основних ворожих сил. Дивізія залишилася на Бугенвілі і готувалася до Лусонської кампанії. Висадившись разом з іншими військами 6-ї армії на плацдарми у затоці Лінгайєн 9 січня 1945 року, 37-ма дивізія просувалася вглиб країни, зустрічаючи незначний опір до Кларк Філд і форту Стоценбург, де запеклий опір затримав захоплення цих об'єктів до 31 січня.
Дивізія продовжила рух до Маніли проти невеликих сил, що затримували її, і 4 лютого увійшла в передмістя філіппінської столиці. Подолавши річку Пасіг, вона наштовхнулася на запеклий опір японців, і в результаті важких вуличних боїв місто було очищене до 3 березня 1945 року. Після гарнізонної служби в Манілі, 5-26 березня, дивізія перемістилася на пагорби північно-західного Лусона, де 26 квітня важкі бої завершилися захопленням Багіо. Після відпочинку та відновлення боєздатності протягом травня, у червні дивізія розпочала бойові дії в долині Кагаян проти японського опору, що загострювався. Після закінчення бойових дій, 15 серпня, дивізія займалася збором і утриманням військовополонених. У листопаді 1945 року частини дивізії відбули до США, де її розформували.
За час ведення бойових дій 37-ма піхотна дивізія билася на островах Тихого океану 592 дні. За час жорстоких боїв з'єднання зазнало втрату 5 960 людей: 1 094 військові загинули або померли, 4 861 — дістав поранень, 4 — зникло безвісти та 1 потрапив у полон. Серед військовослужбовців дивізії сім стали кавалерами медалі Пошани, 116 — хреста «За видатні заслуги», чотири — медалі «За видатні заслуги», 71 — ордена Легіон Заслуг, 1008 — медалі «Срібна зірка», 101 — Солдатської медалі, 6 807 — медалей «Бронзова зірка» та 84 — Повітряної медалі. Сама дивізія за участь у кампанії на Тихому океані була відзначена дев'ятьма орденськими стрічками.